# Red (film, 1970)
Pour les articles homonymes, voir Red.
Pour plus de détails, voir Fiche technique et Distribution.
Red est un film québécois réalisé par Gilles Carle et présenté en salle le 23 mars 1970. Il fut sorti sous la bannière d'Onyx Films. Il s'agit du troisième long-métrage de fiction réalisé par Carle, après La Vie heureuse de Léopold Z et Le Viol d'une jeune fille douce. Il met en vedette Daniel Pilon, Gratien Gélinas et Donald Pilon.

## Synopsis
Réginald «Red» Mckenzie (Daniel Pilon) est un Métis, fils d'un père Canadien-français défunt et d'une mère algonquienne. Red est un voleur de voiture, pickpocket et séducteur. Il arbore un style de vie à la américaine au grand désarroi de sa mère; il conduit une décapotable, porte des complets et vit en ville. L'univers de Red bascule lorsque celui-ci est injustement accusé du meurtre de sa demi-sœur. Il est pourchassé par la police ainsi que par ses demi-frères qui veulent venger leur sœur. Il part se réfugier dans une réserve autochtone où il est d'abord froidement accueilli puis finalement reconnu comme un des leurs. Assoiffé de vengeance, il repart vers la ville dans le but de tuer le véritable meurtrier.  

## Fiche technique
- Titre : Red
- Réalisation : Gilles Carle
- Pays :  Canada
- Langue : français
- Durée : 103 minutes
- Date de sortie : 
  - Canada : 27 mars 1970

## Distribution
- Daniel Pilon : Red
- Geneviève Robert : Georgette
- Gratien Gélinas : Frédéric
- Fernande Giroux :  Élisabeth
- Paul Gauthier : Amédée
- Claude Michaud : Jérôme
- Donald Pilon : Bill Sullivan
- Yvon Dufour : Det. Sgt. Brunette
- Sylvie Heppel : Catherine
- Raymond Cloutier : Joachim
- Katerine Mousseau : Domino
- Steve Fiset
- Jacques Bilodeau